# Аустралијски домородачки језици
Аустралијски домородачки језици су појам који обухвата неколико језичких породица и изолата који се говоре на територији Аустралије и неколико оближњих острва (али се Тасманија скоро по правилу искључује из ове групе). Везе између ових језика нису заиста разјашњене (најчешће се сврставају у велики број породица (од којих је највећа пама-њунганска), а заступљени су и изолати).
Крајем 18. века постојало је између 350 и 750 језика, док их данас има највише 150, од којих је већина угрожена. Око 50.000 аустралијских држављана (0,25% од укупног становништва) говори неки од домородачких језика као матерњи, а најраспрострањенији су западнопустињски (7.400) и арернте (5.500).

## Особине
Не зна се да ли су ови језици генетски повезани, али доказано је да деле велики део речника, а приметне су и велике сличности у гласовном систему. Присутан је углавном систем од три самогласника (а, i, u), док код сугласника углавном није присутан контраст звучни:безвучни сугласник (нпр. глас се може изговорити као /p/ на почетку речи, а као /b/ између самогласника). Фрикативи у највећем броју језика нису заступљени (чак и у случајевима да су фрикативи присутни, развили су се у скорије време од плозива). Са друге стране, заступљен је велики број места артикулације.
Језици су углавном полисинтетички. Род је заступљен (најчешће су поделе по родовима изузетно сложене).